# Ловци снова
Ловци снова је дванаести студијски и петнаести албум групе Парни ваљак, сниман у новембру и децембру 1989. и у јануару 1990. године. Као инспирација за назив албума послужила је књига „Хазарски речник“ Милорада Павића, а објавила га је издавачка кућа Југотон. Припреме за албум су рађене у дворцу Мокрице. Аутор свих песама је Хусеин Хасанефендић.
Хрватска издавачка кућа Croatia Records је 1996. године објавила реиздање овог албума.

## Списак песама
1. „Има дана“ – 4:30
2. „Године пролазе“ – 4:05
3. „Метар изнад дна“ – 4:10
4. „Париз“ – 4:48
5. „У пролазу“ – 4:00
6. „Вријеме љубави“ – 4:47
7. „Сузама се ватре не гасе“ – 4:48
8. „На пола пута“ – 4:37
9. „Само сан“ – 6:07